# Episodi di Trapper John (sesta stagione)
La sesta stagione della serie televisiva Trapper John è stata trasmessa in anteprima negli Stati Uniti d'America dalla CBS tra il 30 settembre 1984 e il 5 maggio 1985.
| nº | Titolo originale            | Titolo italiano | Prima TV USA      | Prima TV Italia |
| -- | --------------------------- | --------------- | ----------------- | --------------- |
| 1  | A Change of Heart           |                 | 30 settembre 1984 |                 |
| 2  | My Son the Doctor           |                 | 14 ottobre 1984   |                 |
| 3  | Moonlighting Becomes You    |                 | 21 ottobre 1984   |                 |
| 4  | Eternally Yours             |                 | 28 ottobre 1984   |                 |
| 5  | School Nurse                |                 | 4 novembre 1984   |                 |
| 6  | Of Cats, Crashes and Creeps |                 | 18 novembre 1984  |                 |
| 7  | A Fall to Grace             |                 | 25 novembre 1984  |                 |
| 8  | Promises... Promises        |                 | 9 dicembre 1984   |                 |
| 9  | Dark Side of the Loon       |                 | 16 dicembre 1984  |                 |
| 10 | Double Bubble               |                 | 30 dicembre 1984  |                 |
| 11 | Long Ago and Far Away       |                 | 6 gennaio 1985    |                 |
| 12 | Muddle of the Knight        |                 | 13 gennaio 1985   |                 |
| 13 | Buckaroo Bob Rides Again    |                 | 20 gennaio 1985   |                 |
| 14 | Love Thy Neighbor           |                 | 3 febbraio 1985   |                 |
| 15 | So Little, Gone             |                 | 17 febbraio 1985  |                 |
| 16 | Bad Breaks                  |                 | 24 febbraio 1985  |                 |
| 17 | High Time                   |                 | 3 marzo 1985      |                 |
| 18 | The Unholy Ghost            |                 | 10 marzo 1985     |                 |
| 19 | A False Start               |                 | 17 marzo 1985     |                 |
| 20 | In the Eyes of the Beholder |                 | 24 marzo 1985     |                 |
| 21 | All the King's Horses...    |                 | 31 marzo 1985     |                 |
| 22 | Go for Broker               |                 | 21 aprile 1985    |                 |
| 23 | All of Me                   |                 | 5 maggio 1985     |                 |